# Ilhéu das Cabras
Ilhéu das Cabras je nenaseljeni otok u Gvinejskom zaljevu. To je jedan od manjih otoka Svetog Tome i Principa. Nalazi se oko 2 km od sjeveroistočne obale otoka Otoka svetoga Tome, 8 km sjeverno od središta grada São Tomé. Otočić se sastoji od dva brežuljka, visoka oko 90 metara. Na sjeveroistočnom vrhu nalazi se svjetionik, sagrađen 1890.; njegova žarišna visina je 97 metara, a domet 22 km. Otočić je na karti Johannesa Vingboonsa iz 1665. godine označen kao "Mooro Caebres".

## Vanjske poveznice
|  | Zajednički poslužitelj ima još gradiva o temi Ilhéu das Cabras |